# Film taiwanesi proposti per l'Oscar al miglior film straniero
Nel corso degli anni, diversi film taiwanesi sono stati candidati al Premio Oscar nella categoria miglior film straniero.
Taiwan ha vinto in totale una statuetta nel 2001 con La tigre e il dragone di Ang Lee, regista che aveva già ricevuto due nomination consecutive in precedenza: nel 1994 con Il banchetto di nozze e nel 1995 con Mangiare bere uomo donna.
| Anno | Film                                                                           | Regia                    | Risultato     |
| ---- | ------------------------------------------------------------------------------ | ------------------------ | ------------- |
| 1958 | Amina (阿美娜)                                                                 | Yuan Congmei             | Non candidato |
| 1965 | Qíngrén shí (情人石)                                                           | Pan Lei                  | Non candidato |
| 1967 | Yǎnǚ qíngxīn (啞女情深)                                                        | Lee Hsing                | Non candidato |
| 1973 | Qiūjué (秋決)                                                                  | Lee Hsing                | Non candidato |
| 1977 | Bābǎi zhuàngshì (八百壯士)                                                     | Ting Shan-si             | Non candidato |
| 1981 | Liùcháo guàitán (六朝怪談)                                                     | Wong Guk-gam             | Non candidato |
| 1982 | Jiǎrú wǒshì zhēnde (假如我是真的)                                              | Wang Toon                | Non candidato |
| 1983 | Xīnhài shuāngshí (辛亥雙十)                                                    | Ting Shan-si             | Non candidato |
| 1984 | Xiǎo Bì de gùshì (小畢的故事)                                                  | Chen Kunhou              | Non candidato |
| 1985 | Lǎo Mò de dì èr ge chūntiān (老莫的第二個春天)                                 | Lee You-ning             | Non candidato |
| 1986 | Wǒ zhèyàng guòle yìshēng (我這樣過了一生)                                      | Chang Yi                 | Non candidato |
| 1987 | Tángshān guò Táiwān (唐山過台灣)                                               | Lee Shing                | Non candidato |
| 1988 | Guìhuā xiàng (桂花巷)                                                          | Chen Kunhou              | Non candidato |
| 1989 | Chūnqiū cháshì (春秋茶室)                                                      | Chen Kunhou              | Non candidato |
| 1990 | Città dolente (Bēiqíng chéngshì · 悲情城市)                                    | Hou Hsiao-hsien          | Non candidato |
| 1991 | Kè tú qiū hèn (客途秋恨)                                                       | Ann Hui                  | Non candidato |
| 1992 | A Brighter Summer Day (Gúlǐngjiē shàonián shārén shìjiàn · 牯嶺街少年殺人事件) | Edward Yang              | Non candidato |
| 1993 | Ànliàn táohuāyuán (暗戀桃花源)                                                 | Stan Lai                 | Non candidato |
| 1994 | Il banchetto di nozze (Xǐyàn · 喜宴)                                           | Ang Lee                  | Candidato     |
| 1995 | Mangiare bere uomo donna (Yǐnshí nánnǚ · 飲食男女)                             | Ang Lee                  | Candidato     |
| 1996 | Chāojí dà guómín (超級大國民)                                                  | Wan Jen                  | Non candidato |
| 1997 | Jīntiān bù huí jiā (今天不回家)                                                | Sylvia Chang             | Non candidato |
| 1998 | Wǒ de shénjīngbìng (我的神經病)                                                | Wang Siu-di              | Non candidato |
| 1999 | Hǎishàng huā (海上花)                                                          | Hou Hsiao-hsien          | Non candidato |
| 2000 | Tiānmǎ cháfáng (天馬茶房)                                                      | Lin Cheng-sheng          | Non candidato |
| 2001 | La tigre e il dragone (Wòhǔ Cánglóng · 臥虎藏龍)                               | Ang Lee                  | Vincitore     |
| 2002 | Yùnzhuǎn shǒu zhī liàn (運轉手之戀)                                            | Chen Yiwen, Huakun Zhang | Non candidato |
| 2003 | Měilì shíguāng (美麗時光)                                                      | Chang Tso-chi            | Non candidato |
| 2004 | Goodbye Dragon Inn (Bú sàn · 不散)                                             | Tsai Ming-liang          | Non candidato |
| 2005 | Venti trenta quaranta - L'età delle donne (20 30 40)                           | Sylvia Chang             | Non candidato |
| 2006 | Il gusto dell'anguria (Tiānbiān yìduǒyún · 天邊一朵雲)                         | Tsai Ming-liang          | Non candidato |
| 2007 | Shēnhǎi (深海)                                                                 | Chen Wen-tang            | Non candidato |
| 2008 | Liànxí qǔ (練習曲)                                                             | Chen Huai-en             | Non candidato |
| 2009 | Hái-kak Chhit-hō                                                               | Wei Te-sheng             | Non candidato |
| 2010 | Bùnéng méiyǒu nǐ (不能沒有你)                                                  | Leon Dai                 | Non candidato |
| 2011 | Monga (Báng-kah)                                                               | Doze Niu                 | Non candidato |
| 2012 | Saideke Balai (賽德克‧巴萊)                                                    | Wei Te-sheng             | Short-list    |
| 2013 | Nìguāng fēixiáng (逆光飛翔)                                                    | Chang Rong-ji            | Non candidato |
| 2014 | Shī hún (失魂)                                                                 | Chung Mong-hong          | Non candidato |
| 2015 | Bīngdú (冰毒)                                                                  | Midi Z                   | Non candidato |
| 2016 | The Assassin (Cìkè Niè Yǐnniáng · 刺客聶隱娘)                                  | Hou Hsiao-hsien          | Non candidato |
| 2017 | Lokah Laqi                                                                     | Laha Mebow               | Non candidato |
| 2018 | Rìcháng duìhuà (日常對話)                                                      | Huang Hui-chen           | Non candidato |
| 2019 | Dàfú pǔlāsī (大佛普拉斯)                                                       | Huang Hsin-yao           | Non candidato |
| 2020 | Dear Ex (Shuí xiān ài shàng tā de · 誰先愛上他的)                              | Mag Hsu, Hsu Chih-yen    | Non candidato |
| 2021 | A Sun (Yángguāng pǔzhào · 阳光普照)                                            | Chung Mong-hong          | Short-list    |

| Non candidato | Il film è stato proposto da Taiwan, ma non è stato candidato dall'Academy of Motion Picture Arts and Sciences.  |
| Short-list    | Il film è entrato nella "short-list" stilata a gennaio dei nove candidati per l'Oscar al miglior film straniero |
| Candidato     | Il film è entrato a far parte dei cinque candidati per l'Oscar al miglior film straniero.                       |
| Vincitore     | Il film ha vinto l'Oscar al miglior film straniero.                                                             |